# 2017年世界躰道選手権大会
2017年世界躰道選手権大会（2017ねんせかいたいどうせんしゅけんたいかい）は、2017年7月30日に日本・甲府の小瀬スポーツ公園で開催された第7回世界躰道選手権大会である。

## 概要
男女とも、団体種目は全て日本が1位を獲得した。

## 競技結果
| 男子     |                                   |                              |                              |
| 団体実戦 | 日本 JapanA                       | フィンランド ·               | オーストラリア AustraliaA    |
| 団体法形 | 日本 JapanA                       | 日本 JapanB                  | フィンランド ·               |
| 団体展開 | 日本 JapanA                       | 日本 JapanB                  | フィンランド ·               |
| 個人実戦 | Lerdwichagul Kevin オーストラリア | 金子智一 日本                | 油井陽 日本                  |
| 個人法形 | 中野哲爾 日本                     | 齋藤健太 日本                | 嶋本幸之助 日本              |
| 女子     |                                   |                              |                              |
| 団体実戦 | 日本 JapanA                       | フィンランド · FinlandA      | オーストラリア AustraliaA    |
| 団体法形 | 日本 JapanA                       | 日本 JapanB                  | フィンランド · FinlandB      |
| 団体展開 | 日本 JapanA                       | 日本 JapanB                  | フィンランド ·               |
| 個人実戦 | 植田美輝子 日本                   | 稲見安希子 日本              | Pellika Laura · フィンランド |
| 個人法形 | Nissinen Suvi · フィンランド      | Pellika Laura · フィンランド | 瀬藤有希 日本                |

## 国別メダル受賞数
| 順   | 国・地域       | 金 | 銀 | 銅 | 計 |
| ---- | -------------- | -- | -- | -- | -- |
| 1    | 日本           | 8  | 7  | 3  | 18 |
| 2    | フィンランド   | 1  | 3  | 5  | 9  |
| 3    | オーストラリア | 1  | 0  | 2  | 3  |
| 合計 | 合計           | 10 | 10 | 10 | 30 |